# 紀元前798年
紀元前798年（きげんぜん798ねん）は、西暦による年。

## 他の紀年法
- 干支 : 癸卯
- 中国
  - 周 - 宣王30年
  - 魯 - 孝公9年
  - 斉 - 成公6年
  - 晋 - 穆侯14年
  - 秦 - 荘公24年
  - 楚 - 熊咢2年
  - 宋 - 戴公2年
  - 衛 - 武公15年
  - 陳 - 釐公34年
  - 蔡 - 釐侯12年
  - 曹 - 戴伯28年
  - 鄭 - 桓公9年
  - 燕 - 釐侯29年
- 朝鮮
  - 檀紀1536年
- ユダヤ暦 : 2963年 - 2964年